# Pietro II d'Arborée
Pietro II d'Arborée (mort en 1241) fut  Juge d'Arborée (Giudice) de 1221 à sa mort.

## Origine et parenté
Pietro est le fils de Ugone Ier de Bas Juge d'Arborée (1185/1192-1211), fils de Ugo Pons de Cervera, vicomte catalan de Bas et de Sinispella, une fille de Barisone II d'Arborée († 1185). À la mort de son père il est encore un enfant alors qu'Ugone Bas  Ier avait accepté de partager à partir du 20 février 1192 le Judicat d'Arborée et le titre de Juge avec Pietro Ier de Serra (1185-1217) fils de Barisone II d'Arborée et d'une épouse répudiée Pellegrina de Lacon. Pietro Ier semble avoir été encore  en vie à la mort de Ugone Ier et Guillaume de Massa Juge de Cagliari qui avait donné comme épouse sa fille ainée Benedetta à Barisone III d'Arborée († 1217), le fils de Pietro Ier de Serra avait appuyer les prétentions de son gendre aux droits de son père sur Arborée et pris de facto le contrôle du Judicat.

## Règne
En 1221, Pietro II commence finalement à régner seul. En 1228, il s'allie avec les Visconti de Pise du  Judicat de Gallura puis avec la république de Pise. Il est alors attaqué par Mariano II de Torres (1218-1232) un autre gendre de Guillaume de Massa qui souhaitait maintenir son condominium en Arborée, mais des rivalités internes permettent à Pietro II de finalement consolider sa situation.
En 1231, Eldiarda de Torroja, régente de Pietro II dans la vicomté de Bas en Catalogne, tente d'usurper la vicomté pour son propre fils Simon Ier de Palau († 1243/1247)  qui épouse Güeraua d'Anglesola. En 1241, Pietro II reconnait finalement le nouveau vicomte et Jacques Ier d'Aragon le reconnait également. Pietro II meurt peu après. Comme vicomte de Bas. Il laisse le souvenir d'un homme « pieux et soumis à l'église » et ses larges distributions de « donations de privilèges et de domaines appauvrissent son état pour la gloire ».

## Union et postérité
Vers 1222, Pietro II  épouse Diana Visconti, nièce de Lamberto Visconti de Gallura, sur les instances de son cousin Ubaldo Visconti de Gallura qui contrôlait également, Cagliari (1232-1233) et Torres (1236-1238). Plus tard il épouse une femme d'origine inconnue (Sardinia ?) par elle il a un fils unique Mariano II encore enfant lors de son décès en 1241. Sa succession est assurée par son parent Guillaume de Capraia.